# Shaggy
Orville Richard Burrell (Kingston, 22 de octubre de 1968), conocido por su nombre artístico Shaggy, es un cantante, actor y DJ jamaicano.

## Biografía
A los 20 años  su familia dejó Jamaica para establecerse en Flatbush (Brooklyn) en la ciudad de Nueva York.
En 1988 se unió al Cuerpo de Marines de Estados Unidos y sirvió al ejército durante la Operación Tormenta del Desierto, en la Guerra del Golfo.
Después de su regreso de Irak, decidió comenzar su carrera musical. En 1992 Graba varios sencillos en discos de LP 45 rpm, entre ellos MAMPIE, con el sello jamaicano Tan- Yah, y con VP Records. En 1993, Shaggy lanza su primer LP, en el cual temas como "Oh Carolina", All Virgin, Big Up, y otros más sonaron fuerte en Norteamérica, Latinoamérica, y el Caribe. Además apareció en el álbum de hip-hop de Kenny Dope The Unreleased Project. Trabajó junto a productores como Sting Intl., Don One, Lloyd "Spiderman" Campbell y Robert Livingston, quien lo promueve a nivel mundial con el sello Virgin. Tuvo algunos éxitos en su álbum, Boombastic, y especialmente el sencillo que da título al álbum, que apareció en una publicidad de la marca de ropa Levi y "In the Summertime" alcanzaron las primeras posiciones de la revista Billboard en 1995. De este álbum, algunas canciones el tema "The Train is Coming" incluida en la banda sonora de Asalto al tren del dinero. En este mismo año, el álbum ganó el Premio Grammy al mejor álbum de reggae.
Después de un tiempo regresa a la escena musical en el 2000, presentando otros hits globales como «Angel» o «It Wasn't Me». El álbum Hot Shot, del que se extraen estos sencillos, llegaría a ser #1 en el Billboard 200.
Actuó para Michael Jackson en el concierto del Madison Square Garden dedicado a los 30 años de carrera del Rey del Pop en septiembre de 2001, interpretando sus dos éxitos número 1, «Angel» e «It Wasn’t Me». 
Posteriormente sus producciones Lucky Day y Clothes Drop, de 2002 y 2005 respectivamente, no lograron conseguir la misma repercusión que alcanzó con Hot Shot.
El 10 de febrero de 2019 recibe junto al cantante Sting el premio Grammy a mejor disco reggae de 2018 por el álbum 44/876.
En la actualidad ha tenido un regreso consiguiendo notable popularidad colaborando en el Género Reguetón en Canciones como Sunset junto a Farruko y Lumbra junto a Cali y El Dandee.

## Discografía

### Álbumes
En estudio
- 1993 Pure Pleasure
- 1994 Original Doberman
- 1995 Boombastic
- 1997 Midnite Lover
- 2000 Hot Shot
- 2002 Lucky Day
- 2005 Cumshot
- 2007 Intoxication
- 2011 Shaggy and Friends
- 2011 Summer in Kingston
- 2018 44/876
- 2019 Wah Gwaan?!
- 2020 Hot Shot 2020
- 2020 Christmas in the islands

Compilaciones
- 2008 Ultimate Shaggy Collection
- 2002 Hot Shot Ultramix
- 2002 Mr. Lover Lover...The Best Of Shaggy...Part 1
- 2003 The Essential Shaggy
- 2003 Boombastic Hits
- 2008 The Best of Shaggy
- 2008 Best of Shaggy: The Boombastic Collection
- 2014 SMIX - Mr. Lover Collection (con DJ Hidrro)

### Sencillos
- Mampie (1992)
- Oh Carolina (1993)
- All Virgins (1993)
- Ah Eh Oh (1993)
- Big Up con Rayvon (1993)
- In The Summertime con Rayvon (1995)
- Boombastic (1995)
- Day-Oh (1995)
- Why You Treat Me So Bad (1996)
- The Train Is Coming (1996)
- That Girl (1996)
- Piece Of My Heart (1997)
- Luv Me, Luv Me con Janet Jackson (1997)
- It Wasn't Me con Rikrok (2001)
- Angel con Rayvon (2001)
- Luv Me, Luv Me con Samantha Cole (2001)
- Dance & Shout / Hope (2001)
- Freaky Girl (2001)
- Christmas In Jamica (2001)
- Me Julie (2002)
- Chikawaga (2002)
- Gebt das Hanf frei! (2002)
- Strength Of A Woman (2003)
- Get My Party On (2003)
- Your Eyes (2004)
- Wild 2Nite (2005)
- Repent (2005)
- Ultimatum (2006)
- What's Love? (2007)
- Feel The Rush (2008)
- Fly High con Gary Pine (2009)
- Sugarcane (2011)
- Fired Up (F*ck the Rece$$ion) con Pitbull (2011)
- Girlz Dem Love We con Mavado (2011)
- Simples Raperss con Kato el pro (2012)
- Dame con Kat Deluna (2012)
- Girls Just Wanna Have Fun con Eve (2012)
- Remain In Our Hearts con DJ Hidrro & Pallaso (2014)
- Báilame con Yandel, Alex Sensation (2015)
- That Love (2016)
- Lumbra  con Cali y El Dandee (2017)
- Til A Mawnin con Sting (2025)